# Col·legi Yglesias
El Col·legi Yglesias és una escola de Canet de Mar (Maresme). L'edifici és una obra protegida com a Bé Cultural d'Interès Local.

## Edifici
Es tracta d'un immoble de planta rectangular de planta baixa i dos pisos. La façana principal té una composició simètrica. D'aquesta en destaquen els elements decoratius de tipus vegetal i les impostes i motllures que envolten les obertures.
La coberta va ser ocupada parcialment per una ampliació barroera i això ha malmès el coronament de l'edifici. Al davant de l'escola hi ha una tanca amb una reixa.

## Història
L'escola, inaugurada el 1912, va ser promoguda per Elionor Yglesias. Durant molts anys va ser dirigida pels germans Maristes.